# Philippe le Boulenger
Pour les articles homonymes, voir Boulenger (homonymie).
Cet article possède un paronyme, voir Philippe Boulanger (homonymie).
Philippe le Boulenger, mort le 1er avril 1315, est un évêque de Séez de la fin du XIIIe siècle et du début du  XIVe siècle.

## Biographie
Philippe le Boulenger est prieur de la cathédrale de Séez et obtient les suffrages du chapitre en 1294, mais n'est mis en possession de l'évêché de Séez qu'en novembre 1295. Philippe confirme en 1301 la nomination de Thomas comme abbé de Saint-Martin. L'année suivante, il nomme le prieur de Sainte-Madeleine de Chartrage, à Mortagne. Il consacre peu après le grand autel de la cathédrale.
Philippe participe en 1299 au concile provincial de Rouen, puis en 1305 à ceux de Pinterville et de Pont-Audemer, tous convoqués par Guillaume de Flavacourt, archevêque de Rouen. Il prend part avec son métropolitain aux délibérations du concile général de Vienne où est supprimé l'ordre du Temple en 1311. 